# 2012年國際自由車環台公路大賽
2012年國際自由車環台賽升格為第一級(UCI 2.1)賽事，從3月10日至16日，來自22國、19支隊伍、90位選手連續7天的戰鬥從台北一路殺到高雄，並列入2012年倫敦奧運會的資格積分賽，是國內難得一見的國際精彩賽會，本次大會有幸請到UCI（國際自行車聯盟）註冊1級車隊的「丹麥盛寶銀行車隊」來台，讓車友見識1級車隊的非凡身手原定另外一支UCI 1級車隊FDJ樂透彩車隊因故未參加，讓民眾感到非常可惜。原本國際自由車環台賽在2000年當年就要升級為UCI 2.1級賽事，不過當時中華民國自由車協會表示1999年9月的921大地震將原有的路面震壞，怕會影響選手比賽安全，所以逼不得已縮小規模，結果到2012年才升級到UCI 2.1級賽事。
- 3月10日第一站台北市站
- 單站冠軍:Anthony Giacoppo(Genesys Wealth Advisers Team)
- 3月11日第二站新北市站
- 單站冠軍:黃金寶（Hong Kong Team）
- 3月12日第三站桃園縣站
- 單站冠軍:Anthony Giacoppo(Genesys Wealth Advisers Team)
- 3月13日第四站台中市站
- 單站冠軍:Jonathan Cantwell（TEAM SAXO BANK）
- 3月14日第五站彰化縣站
- 單站冠軍:Roberto Ferrari(Androni Giocattoli Team)
- 3月15日第六站台南市站
- 單站冠軍:VICTOR NINO CORRIDOR(AZAD UNIVERSITY CROSS TEAM)
- 3月16日第七站高雄市站
- 單站冠軍:Jonathan Cantwell（TEAM SAXO BANK）

在前幾站賽事後的頒獎典禮因為主辦單位的溝通不良，使得頒獎的官員站錯位置擋到獲獎的選手，在現場和網路上遭到車友的批評，也未見主辦單位有任何改善動作。
- 總冠軍：Rhys Pollock(DRAPAC Cycling Team)
- 衝刺王：Lee Rogers（RTS Cycling Team）
- 登山王：馮俊凱（ACTION Cycling Team）

2012環台賽個人總成績前三名
- 1. 寶拉克 (Rhys Pollock) (DRAPAC Cycling Team) 19:09:44
- 2. 黃金寶 (Wong Kam Po)  （Hong Kong Team）       19:09:46
- 3. 穆勒 (MÜLLER Dirk)（NUTRIXXION ABUS Team）19:09:50

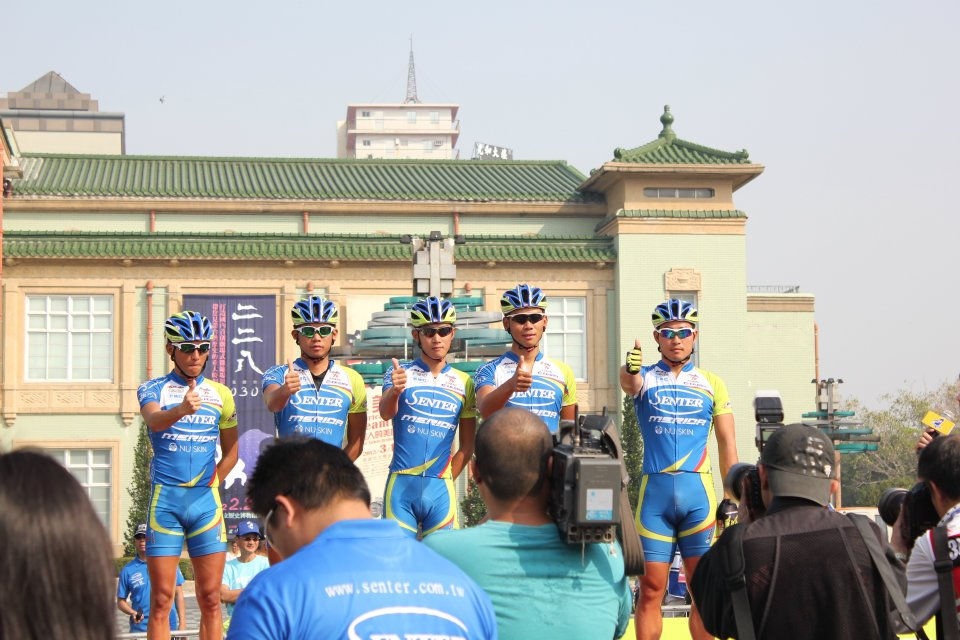
申騰美利達隊在2012環台賽高雄市站

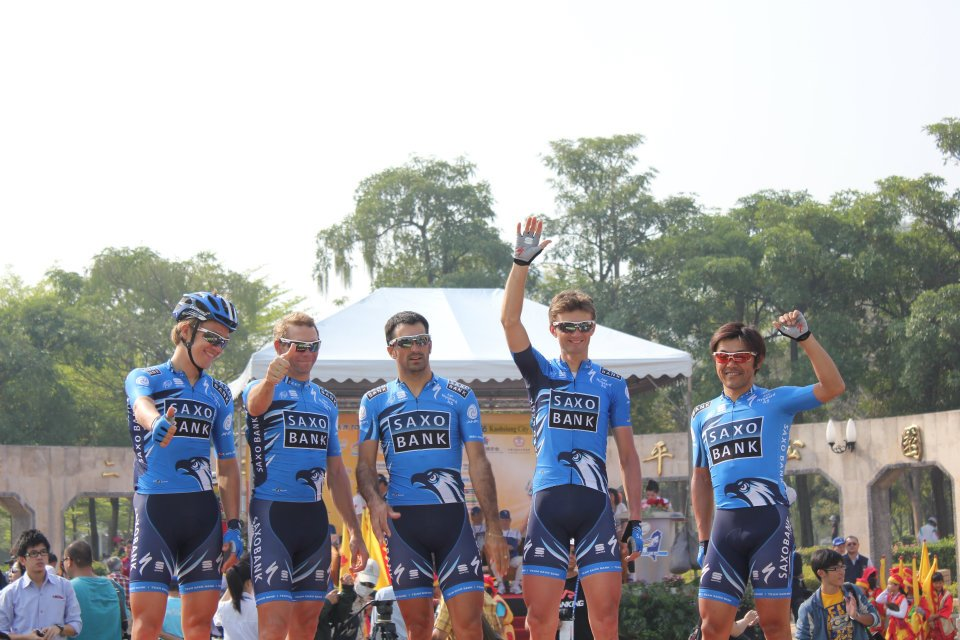
盛寶銀行職業隊2012環台賽高雄市站

## 參賽隊伍
| 區域   | 國別                                               | 隊伍                                                |
| ------ | -------------------------------------------------- | --------------------------------------------------- |
| 歐洲   | 英国                                               | 夏普神鷹職業隊（Rapha Condor Sharp）                |
| 歐洲   | 荷蘭                                               | 荷蘭國家隊（Netherlands National Team）             |
| 歐洲   | 義大利                                             | 安多尼職業隊（ANDRONI Giocattoli）                  |
| 歐洲   | 德国                                               | 紐特里斯職業隊（Nutrixxion Sparkasse）              |
| 歐洲   | 俄羅斯                                             | 俄羅斯維洛職業隊（RUSVELO）                         |
| 歐洲   | 丹麦                                               | 盛寶銀行職業隊（TEAM SAXO BANK）                    |
| 北美洲 | 美国                                               | 捷力倍力職業隊 （JELLY BELLY CYCLING）              |
| 大洋洲 |                                                    | 卓別克職業隊（Drapac Cycling Team）                 |
| 大洋洲 | 創惟職業隊（Genesys Wealth Advisers Cycling Team） |                                                     |
| 亞洲   | 中国                                               | 合利兄弟職業隊（HOLY BROTHER Cycling Team）         |
| 亞洲   | 香港                                               | 香港隊（Hong Kong Team）                            |
| 亞洲   | 香港                                               | 卓比奧斯職業隊（Champion System Racing Team）       |
| 亞洲   | 日本                                               | 日本國家隊（Japan National Team）                   |
| 亞洲   | 马来西亚                                           | 登嘉樓職業隊（Terengganu Cycling Team）             |
| 亞洲   | 伊朗                                               | 大布里斯職業隊（Tabriz Petrochemical Cycling Team） |
| 亞洲   | 伊朗                                               | AZAD大學隊（AZAD Uneiversity Cross Team）           |
| 亞洲   | 中華臺北                                           | 前勁職業隊（ACTION Cycling Team）                   |
| 亞洲   | 中華臺北                                           | RTS職業隊（RTS Cycling Team）                       |
| 亞洲   | 中華臺北                                           | 申騰美利達隊（Team Senter-Merida Taiwan）           |
| 亞洲   | 中華臺北                                           | 中華台北國家隊（Chinese Taipei National Team）      |

## 外部連結
- 外媒大咖主播來台轉播
- 普羅級規格 雖迷你也夠讚（页面存档备份，存于）
- 官員搶鏡 擋國際賽冠軍（页面存档备份，存于）